# Páchi
Páchi (Pachi, Όρμος Πάχη) är en ort i Grekland.   Den ligger i prefekturen Nomarchía Dytikís Attikís och regionen Attika, i den sydöstra delen av landet, 30 km väster om huvudstaden Aten. Páchi ligger 25 meter över havet och antalet invånare är 542.
Terrängen runt Páchi är kuperad norrut, men åt sydost är den platt. Havet är nära Páchi åt sydost. Runt Páchi är det tätbefolkat, med 356 invånare per kvadratkilometer. Närmaste större samhälle är Mégara, 2,7 km nordväst om Páchi. 